# Saltos ornamentais no Campeonato Mundial de Esportes Aquáticos de 2015 - Plataforma 10 m sincronizado masculino
A prova da plataforma 10 m sincronizado masculino dos saltos ornamentais no Campeonato Mundial de Esportes Aquáticos de 2015 foi realizada no dia 26 de julho em Cazã na Rússia.

## Calendário
| Fase       | Data        |
| ---------- | ----------- |
| Preliminar | 26 de julho |
| Final      | 26 de julho |

## Medalhistas
| Ouro                         | Prata                                 | Bronze                                    |
| China · Chen Aisen · Lin Yue | México · Iván García · Germán Sánchez | Rússia · Roman Izmailov · Viktor Minibaev |

## Resultados
Esses foram os resultados da competição.
| Pos.              | Nacionalidade   | Saltadores                           | Preliminar | Preliminar | Final  | Final |
| Pos.              | Nacionalidade   | Saltadores                           | Pontos     | Pos.       | Pontos | Pos   |
| ----------------- | --------------- | ------------------------------------ | ---------- | ---------- | ------ | ----- |
| Medalha de ouro   | China           | Chen Aisen Lin Yue                   | 470.13     | 1          | 495.72 | 1     |
| Medalha de prata  | México          | Iván García Germán Sánchez           | 419.19     | 5          | 448.89 | 2     |
| Medalha de bronze | Rússia          | Roman Izmailov Viktor Minibaev       | 443.07     | 3          | 441.33 | 3     |
| 4                 | Ucrânia         | Maksym Dolgov Oleksandr Horshkovozov | 419.07     | 6          | 436.50 | 4     |
| 5                 | Estados Unidos  | David Boudia Steele Johnson          | 451.02     | 2          | 436.35 | 5     |
| 6                 | Alemanha        | Patrick Hausding Sascha Klein        | 421.92     | 4          | 431.34 | 6     |
| 7                 | Coreia do Sul   | Kim Yeong-nam Woo Ha-ram             | 417.24     | 7          | 421.80 | 7     |
| 8                 | Colômbia        | Víctor Ortega Juan Ríos              | 409.92     | 8          | 405.03 | 8     |
| 9                 | Reino Unido     | James Denny Matthew Lee              | 379.86     | 12         | 396.84 | 9     |
| 10                | Malásia         | Chew Yiwei Ooi Tze Liang             | 383.40     | 11         | 386.52 | 10    |
| 11                | Coreia do Norte | Hyon Il-myong Kim Sun-bom            | 385.08     | 10         | 378.18 | 11    |
| 12                | Austrália       | Domonic Bedggood James Connor        | 388.80     | 9          | 375.12 | 12    |
| 13                | Bielorrússia    | Vadim Kaptur Yauheni Karaliou        | 373.92     | 13         |        |       |
| 14                | Canadá          | Philippe Gagné Vincent Riendeau      | 372.78     | 14         |        |       |
| 15                | Cuba            | Jeinkler Aguirre José Guerra         | 367.38     | 15         |        |       |
| 16                | Itália          | Francesco Dell'Uomo Maicol Verzotto  | 362.55     | 16         |        |       |
| 17                | Venezuela       | Óscar Ariza Robert Páez              | 344.70     | 17         |        |       |
| 18                | Noruega         | Filip Devor Daniel Jensen            | 342.87     | 18         |        |       |
| 19                | Brasil          | Jackson Oliveira Isaac Souza         | 335.91     | 19         |        |       |
| 20                | Indonésia       | Andriyan Andriyan Adityo Putra       | 311.97     | 20         |        |       |